# دومينغوس تشان
دومينغوس تشان (بالصينية: 陳達燊) هو لاعب كرة قدم صيني في مركز حراسة المرمى، ولد في 11 سبتمبر 1970 في ماكاو في الصين. شارك مع منتخب ماكاو لكرة القدم. أما مع النوادي، فقد لعب مع نادي سون هي.

## وصلات خارجية
- دومينغوس تشان على موقع الاتحاد الدولي (مؤرشف)  (الإنجليزية)
- دومينغوس تشان على موقع قاعدة بيانات كرة القدم.إي يو (الإنجليزية)
- دومينغوس تشان على موقع ناشيونال فوتبول تيمز (الإنجليزية)
- دومينغوس تشان على موقع Soccerway.com (الإنجليزية)
- دومينغوس تشان على موقع عالم كرة القدم.نت (الإنجليزية)